# Dario David Cioni
Dario David Cioni (Reading, Berkshire, Anglaterra, 2 de desembre de 1974) va ser un ciclista italià nascut a Anglaterra. Fou professional entre 2000 i 2011. Malgrat començar amb el Trial i el BTT, a partir de 2001 es va centrar en la ruta.
El seu èxit més importants va ser el Campionat d'Itàlia en contrarellotge.

## Palmarès
- 1997
  - Vencedor d'una etapa de l'Olympia's Tour
- 2000
  - Vencedor d'una etapa de la Volta a Eslovènia
- 2001
  - 1r al Gran Premi del Minho i vencedor d'una etapa
- 2004
  -  Campió d'Itàlia de contrarellotge
- 2007
  - Vencedor d'una etapa de la Volta a Andalusia

### Resultats al Tour de França
- 2003. 79è de la classificació general
- 2005. 54è de la classificació general
- 2007. 56è de la classificació general
- 2008. 83è de la classificació general

### Resultats al Giro d'Itàlia
- 2002. 29è de la classificació general
- 2003. fora de control (19a etapa)
- 2004. 4t de la classificació general
- 2005. 13è de la classificació general
- 2006. 86è de la classificació general
- 2007. 33è de la classificació general
- 2009. 47è de la classificació general
- 2010. 17è de la classificació general
- 2011. 76è de la classificació general

### Resultats a la Volta a Espanya
- 2000. 90è de la classificació general
- 2001. 35è de la classificació general
- 2002. 55è de la classificació general
- 2004. 52è de la classificació general
- 2006. 38è de la classificació general
- 2011. 145è de la classificació general